# Asia Pacific Resources International Holdings
Asia Pacific Resources International Holdings Limited, o APRIL, è uno sviluppatore di piantagioni di fibre e la proprietaria di uno dei più grandi mulini di cellulosa e di carta a livello mondiale con operazioni principalmente in Indonesia e Cina.
APRIL produce prevalentemente pasta di carta kraft pulita e carta non verniciata, senza legno, compreso il suo marchio PAPERONE di carta da ufficio Fondata nel 1993, APRIL è gestita da RGE e di proprietà dell'imprenditore indonesiano Sukanto Tanoto che vive a Singapore..

## Controversie
- Impatto ambientale: nel 2001 Friends of the Earth l'ha accusata di deforestazione in Indonesia[4], dal giugno 2015 ha promesso uno stop alle deforestazioni[5]
- Dal 2013 non ha più la certificazione Forest Stewardship Council, da aprile 2016 cerca di riottenerla[6]
- Responsabile dello smog a Singapore ed in Malaysia